# Maxillaria brachypetala
Maxillaria brachypetala är en orkidéart som beskrevs av Rudolf Schlechter. Maxillaria brachypetala ingår i släktet Maxillaria och familjen orkidéer. Inga underarter finns listade i Catalogue of Life.